# Pohár UEFA 1984/1985
Sezóna 1984/85 Poháru UEFA byla 27. ročníkem tohoto poháru. Vítězem se stal tým Real Madrid.

## První kolo
| Domácí v 1. zápase              | Celkem    | Hosté v 1. zápase        | 1. zápas | 2. zápas    |
| ------------------------------- | --------- | ------------------------ | -------- | ----------- |
| Köln                            | 3-1       | Pogon Szczecin           | 2-1      | 1-0         |
| AIK Stockholm                   | 1-3       | Dundee United FC         | 1-0      | 0-3         |
| AS Monaco FC                    | 3-4       | PFK CSKA Sofia           | 2-2      | 1-2         |
| Bohemian FC                     | 3-4       | Rangers FC               | 3-2      | 0-2         |
| F.C. Dinamo Minsk               | 10-0      | HJK Helsinki             | 4-0      | 6-0         |
| FA Red Boys Differdange         | 0-14      | Ajax Amsterdam           | 0-0      | 0-14        |
| FC Bohemians Praha              | 8-3       | Apollon Limassol         | 6-1      | 2-2         |
| FC Sion                         | 4-2       | Atlético Madrid          | 1-0      | 3-2         |
| FC Sliven                       | 2-5       | FK Željezničar Sarajevo  | 1-0      | 1-5         |
| Vorwärts Frankfurt              | 2-3       | PSV                      | 2-0      | 0-3         |
| Fenerbahçe SK                   | 0-3       | Fiorentina               | 0-1      | 0-2         |
| Dukla Banska Bystrica           | 3-7       | Borussia Monchengladbach | 2-3      | 1-4         |
| Glentoran FC                    | 1-3       | Standard Lutych          | 1-1      | 0-2         |
| KR                              | 0-7       | Queens Park Rangers FC   | 0-3      | 0-4         |
| Lokomotive Leipzig              | 7-3       | Lillestrøm SK            | 7-0      | 0-3         |
| Manchester United FC            | 5-2       | Győri ETO FC             | 3-0      | 2-2         |
| Nottingham Forest FC            | 0-1       | Club Brugge KV           | 0-0      | 0-1         |
| Odense BK                       | 2-7       | FK Spartak Moskva        | 1-5      | 1-2         |
| Olympiakos Pireus               | 3-2       | Neuchâtel Xamax          | 1-0      | 2-2         |
| Osters IF                       | 0-2       | LASK Linz                | 0-1      | 0-1         |
| Paris Saint-Germain FC          | 6-2       | Heart of Midlothian FC   | 4-0      | 2-2         |
| RSC Anderlecht                  | (v)2-2    | SV Werder Bremen         | 1-0      | 1-2         |
| Rabat Ajax FC                   | 0-4       | FK Partizan              | 0-2      | 0-2         |
| Betis Sevilla                   | 1-1(pen.) | FC Universitatea Craiova | 1-0      | 0-1         |
| Real Madrid                     | 5-2       | FC Wacker Innsbruck      | 5-0      | 0-2         |
| Real Valladolid                 | 2-4       | NK Rijeka                | 1-0      | 1-4         |
| SC Braga                        | 0-9       | Tottenham Hotspur FC     | 0-3      | 0-6         |
| Southampton FC                  | 0-2       | Hamburger SV             | 0-0      | 0-2         |
| Sporting CP                     | 4-2       | AJ Auxerre               | 2-0      | 2-2(prodl.) |
| FC Sportul Studențesc București | 1-2       | FC Internazionale Milano | 1-0      | 0-2         |
| Videoton                        | 1-0       | Dukla Praha              | 1-0      | 0-0         |
| Widzew Lodž                     | 2-1       | Aarhus GF                | 2-0      | 0-1         |

## Druhé kolo
| Domácí v 1. zápase       | Celkem    | Hosté v 1. zápase    | 1. zápas | 2. zápas    |
| ------------------------ | --------- | -------------------- | -------- | ----------- |
| Fiorentina               | 3-7       | RSC Anderlecht       | 1-1      | 2-6         |
| Ajax Amsterdam           | 1-1(pen.) | FC Bohemians Praha   | 1-0      | 0-1         |
| Borussia Monchengladbach | 3-3(v)    | Widzew Lodz          | 3-2      | 0-1         |
| Club Brugge KV           | 2-4       | Tottenham Hotspur FC | 2-1      | 0-3         |
| FC Universitatea Craiova | 2-0       | Olympiakos Pireus    | 1-0      | 1-0         |
| FK Željezničar Sarajevo  | 3-2       | FC Sion              | 2-1      | 1-1         |
| Hamburger SV             | 6-1       | PFK CSKA Sofia       | 4-0      | 2-1         |
| FC Internazionale Milano | 4-3       | Rangers FC           | 3-0      | 1-3         |
| LASK Linz                | 2-7       | Dundee United FC     | 1-2      | 1-5         |
| Lokomotive Leipzig       | 1-3       | FK Spartak Moskva    | 1-1      | 0-2         |
| NK Rijeka                | 3-4       | Real Madrid          | 3-1      | 0-3         |
| Paris Saint-Germain FC   | 2-5       | Videoton             | 2-4      | 0-1         |
| PSV                      | 0-1       | Manchester United FC | 0-0      | 0-1(prodl.) |
| Queens Park Rangers FC   | 6-6(v)    | FK Partizan          | 6-2      | 0-4         |
| Sporting CP              | 2-2(pen.) | FK Dinamo Minsk      | 2-0      | 0-2         |
| Standard Liege           | 1-4       | Köln                 | 0-2      | 1-2         |

## Třetí kolo
| Domácí v 1. zápase       | Celkem | Hosté v 1. zápase        | 1. zápas | 2. zápas |
| ------------------------ | ------ | ------------------------ | -------- | -------- |
| FK Spartak Moskva        | 1-2    | Köln                     | 1-0      | 0-2      |
| FC Universitatea Craiova | 2-4    | FK Željezničar Sarajevo  | 2-0      | 0-4      |
| Hamburger SV             | 2-2(v) | FC Internazionale Milano | 2-1      | 0-1      |
| Manchester United FC     | 5-4    | Dundee United FC         | 2-2      | 3-2      |
| RSC Anderlecht           | 4-6    | Real Madrid              | 3-0      | 1-6      |
| Tottenham Hotspur FC     | 3-1    | FC Bohemians Praha       | 2-0      | 1-1      |
| Videoton                 | 5-2    | FK Partizan              | 5-0      | 0-2      |
| Widzew Lodz              | 1-2    | FK Dinamo Minsk          | 0-2      | 1-0      |

## Čtvrtfinále
| Domácí v 1. zápase       | Celkem    | Hosté v 1. zápase | 1. zápas | 2. zápas |
| ------------------------ | --------- | ----------------- | -------- | -------- |
| FK Željezničar Sarajevo  | 3-1       | FK Dinamo Minsk   | 2-0      | 1-1      |
| FC Internazionale Milano | 4-1       | Köln              | 1-0      | 3-1      |
| Manchester United FC     | 1-1(pen.) | Videoton          | 1-0      | 0-1      |
| Tottenham Hotspur FC     | 0-1       | Real Madrid       | 0-1      | 0-0      |

## Semifinále
| Domácí v 1. zápase       | Celkem | Hosté v 1. zápase       | 1. zápas | 2. zápas |
| ------------------------ | ------ | ----------------------- | -------- | -------- |
| FC Internazionale Milano | 2-3    | Real Madrid             | 2-0      | 0-3      |
| Videoton                 | 4-3    | FK Željezničar Sarajevo | 3-1      | 1-2      |

## Finále
| Domácí v 1. zápase | Celkem | Hosté v 1. zápase | 1. zápas | 2. zápas |
| ------------------ | ------ | ----------------- | -------- | -------- |
| Videoton           | 1-3    | Real Madrid       | 0-3      | 1-0      |

## Vítěz
| Pohár UEFA 1984/85 Real Madrid Miguel Ángel, Chendo, Manuel Sanchís, Uli Stielike, José Antonio Camacho, Isidoro, Míchel, Ricardo Gallego, Emilio Butragueño, Santillana, Jorge Valdano, Juanito, José Antonio Salguero Trenér: Luis Molowny |